# 普惠PW1000G发动机

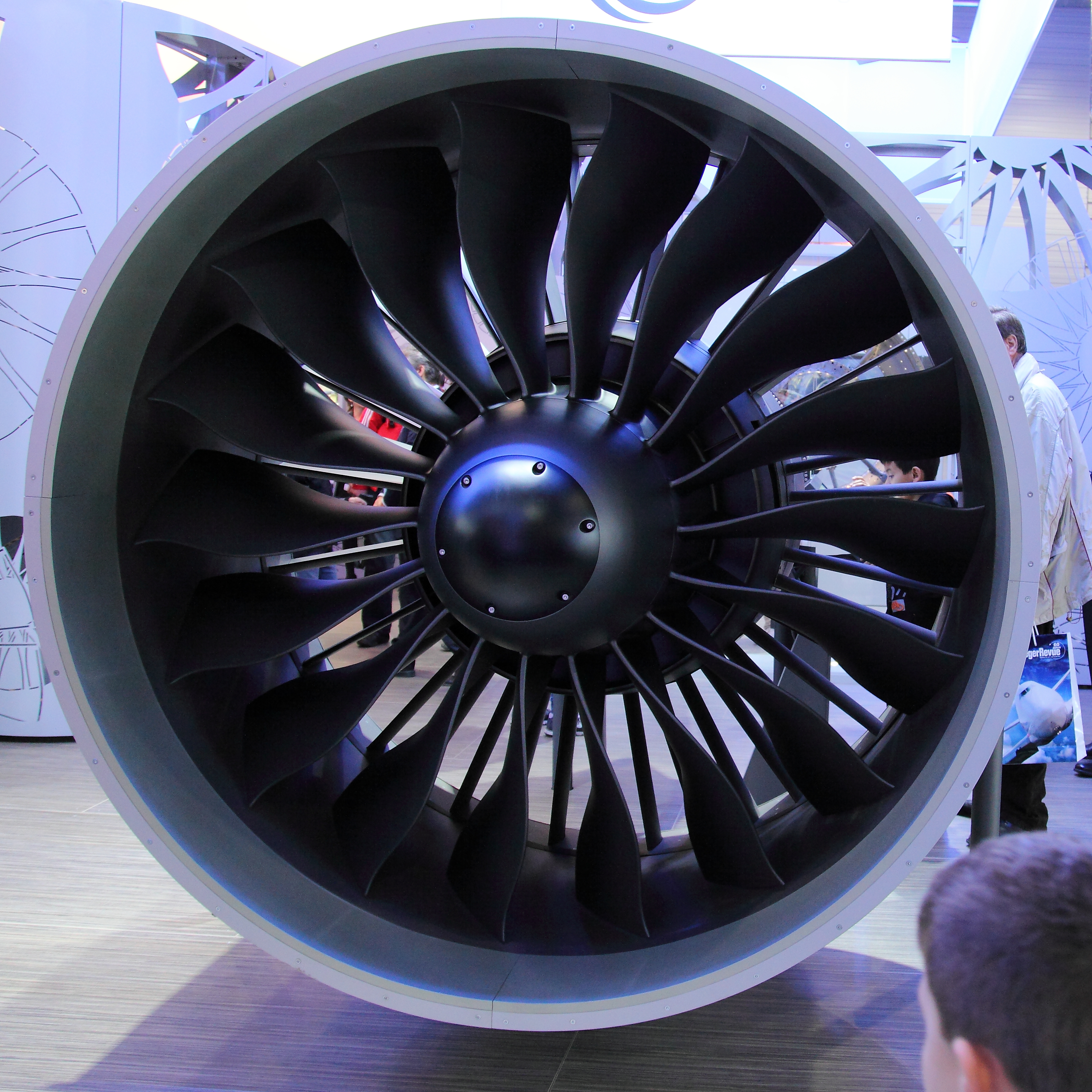

普惠PW1000G发动机（Pratt & Whitney PW1000G）是美国普惠公司生产的一款齿轮传动涡轮风扇发动机，目前是空中客车A220飞机、三菱SpaceJet、巴西航空工业E-Jets E2飞机的专用发动机，也是伊爾庫特MC-21和空中客车A320neo飞机的选用发动机之一。除了美國本土的生產線以外，普惠亦委託三菱重工業在日本名古屋設立第二條組裝線。

## 研发
普惠公司在1998年前后开始尝试建造一种齿轮传动涡轮风扇发动机，即PW8000。这其实是已有普惠PW6000发动机的升级，用一套齿轮系统和新的单级风扇取代原有的风扇部分。经过数年发展，PW8000项目最终取消。随后ATFI项目出现，以PW308核心机为基础，使用全新的齿轮箱和单级风扇。2007年，发动机首次运行。
随后，在与德国MTU航空发动机公司合作基础上，齿轮传动涡轮风扇发动机项目（简称GTF）启动。德国公司负责提供高速低压涡轮机和多级高压压缩机。
除了大名鼎鼎的齿轮传动涡轮风扇，新设计还包括一个面积可变的喷嘴，极具经济性。
2008年7月，GTF项目更名为PW1000G，成为新的“洁淨动力（PurePower）”发动机的首款产品。普惠宣布PW1000G将比现有支线飞机和单通道飞机上使用的发动机节省10-15%的燃料，而且更加安静。
PW1000G的飞行测试是在普惠公司的波音747SP上，而第二段飞行测试则是在空中客车A340-600上。2008年10月14日，安装在2号发动机吊架上的PW1000G在图卢兹进行了首次飞行。2010年10月，PW1524G开始测试。2013年，PW1100G在747SP上进行了首次测试。
2013年2月20日，PW1500G成功获得加拿大交通部认证。
2019年，由三菱重工業為旗下三菱SpaceJet組裝的首台PW1200G，通過普惠的驗收測試。

## 应用
- 空中客车A320neo
- 空中客车A220
- 伊爾庫特MC-21
- 三菱SpaceJet
- 巴西航空工业E-Jets E2系列

## 技術問題
於2016年開始投入商業飛行後，采用本新型發動機的空中巴士A320neo於2017年2月起發生多宗發動機故障事件。經過調查後，發現發動機燃燒室及燃油泵軸承都出現未曾預料的設計問題。走吧航空、靛藍航空、香港快運航空及美國精神航空都先後因普惠發動機故障而停飛部分A320neo。
雖然技術逐漸成熟下，普惠開始為發動機更新零件，但直到2017年4月底，空中巴士仍未能保證更換零件後可解決技術問題。部分客戶如捷藍航空及精神航空選擇更改訂單並改為引入前代A320ceo型客機。

## 参数
数据来源：普惠公司、flightglobal.com、空中客车公司、airinsight.com。
数据来源： MTU

### 概况
- 类型： 涡轮风扇发动机
- 长度：
- 直径： 1,422—2,057（56.0—81.0英寸）
- 淨重： 3800公釐 (150英寸)

### 组件
- 压缩机： Axial flow,1-stage geared fan,  2-3 stage LP, 8 stage HP
- 燃烧室： 环形燃烧室
- 涡轮： Axial, 2-stage HP, 3-stage LP

### 性能
- 最大推力： 14,000—33,000 lbf（62—147 kN）
- 功率重量比：